# 盧科沃湖
55°55′40″N 38°32′11″E / 55.92778°N 38.53639°E

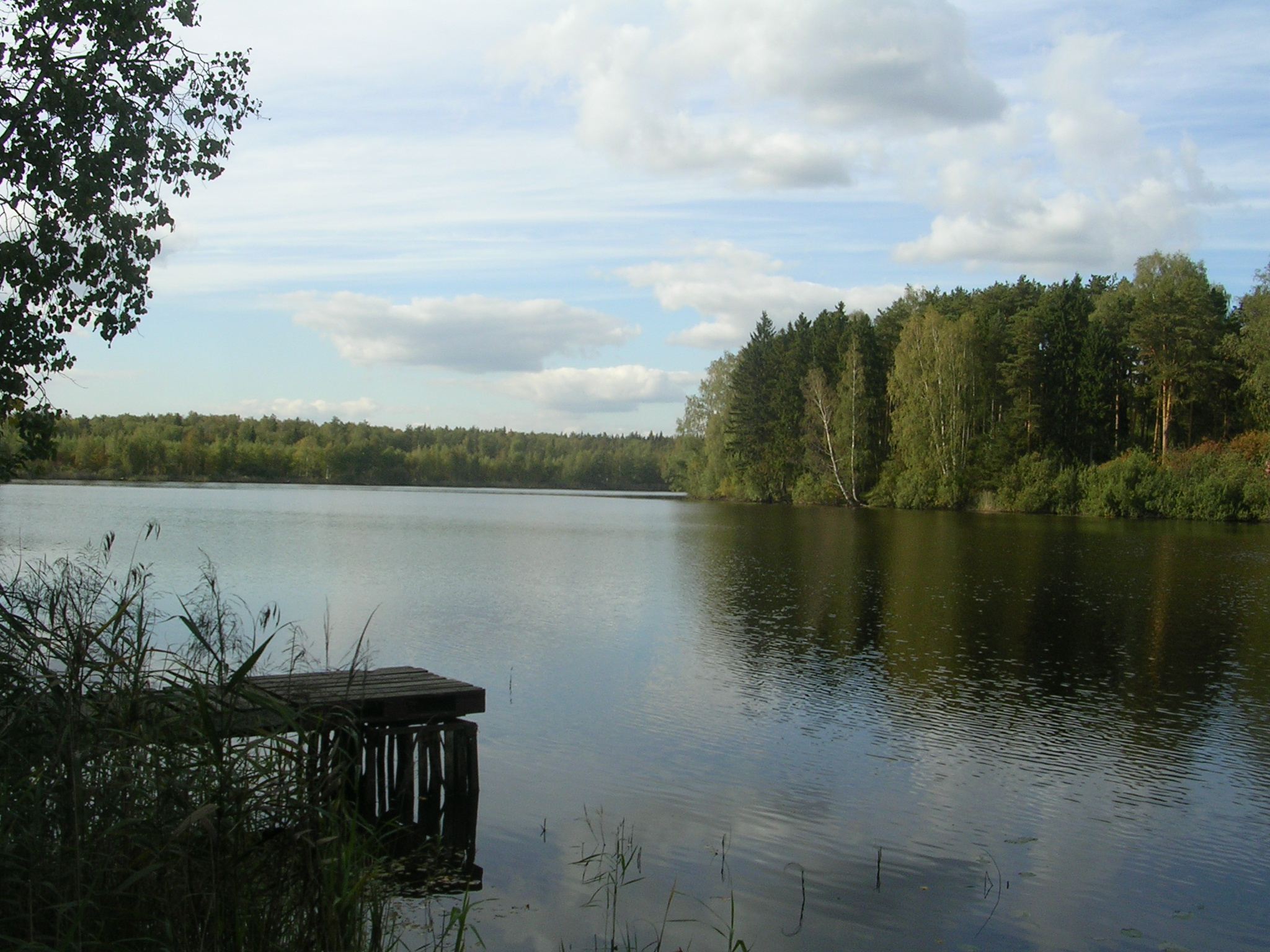

盧科沃湖（俄语：Луково），是俄羅斯的湖泊，位於該國西部，由莫斯科州負責管轄，長2公里、寬0.2公里，面積0.35平方公里，海拔高度132.4米，平均水深3.5米，最大水深12米。